# یلنا ایوزیچ
یلنا ایوزیچ (کرواتی: Jelena Ivezić؛ زادهٔ ۱۷ مارس ۱۹۸۴) بازیکن بسکتبال اهل کرواسی است.
وی در مسابقات کشوری و بین‌المللی در مجموع برندهٔ ۱ مدال برنز شده‌است.